# Selección femenina de baloncesto de Senegal
La selección femenina de baloncesto de Senegal es el equipo de baloncesto que representa a Senegal en las competiciones en las competiciones internacionales organizadas por la Federación Internacional de Baloncesto (FIBA) o el Comité Olímpico Internacional (COI): los Juegos Olímpicos y Campeonato mundial de baloncesto especialmente. En el continente africano es el mayor dominador en los AfroBasket femenino, con 21 medallas en 22 participaciones., siendo la única vez que no se han subido al pódium en el año 1966, en su primera participación.

## Resultados

### Olimpiadas
- 2000 - 12.º
- 2016 - 12.º

### Mundiales
- 1975 - 13.º
- 1979 - 12.º
- 1990 - 14.º
- 1998 - 14.º
- 2002 - 15.º
- 2006 - 15.º
- 2010 - 16.º
- 2018 - 8.º